# نوشكله ترازو (مقاطعة إسلام آباد غرب)
نوشكله‌ترازو (بالفارسية: نوشکله‌ترازو) هي قرية تقع في قسم حومة الجنوبي الريفي (مقاطعة إسلام آباد غرب) في إيران. يقدر عدد سكانها بـ 106 نسمة بحسب إحصاء 2016.